# Ian Donald
Ian Donald (Cornualha, 27 de dezembro de 1910 — Essex, 19 de julho de 1987) foi um médico inglês reconhecido pelo seu trabalho como obstetra e ginecologista e sobretudo por ter sido pioneiro no uso do ultrassom para diagnóstico na área obstetrícia. Sua descoberta foi fundamental para o tratamento de anomalias durante a gravidez.

## Morte
Ian Donald morreu de complicações cardíacas em 1987 em Essex, Inglaterra.